# Brossainc
Brossainc ist eine französische Gemeinde mit 261 Einwohnern (Stand 1. Januar 2022) im Département Ardèche in der Region Auvergne-Rhône-Alpes. Die Bewohner werden Brossinois(es) oder Brossaincais(es) genannt.

## Geografie
Die Gemeinde befindet sich im Haut-Vivarais im Norden des Départements und grenzt an die benachbarten Kommunen Boulieu-lès-Annonay und Paugres. Die nächstgrößere Stadt ist Annonay in 10 Kilometern Entfernung. Brossainc setzt sich aus vielen zerstreuten Weilern zusammen und gilt daher als sehr abgelegen.

## Geschichte
Bis 1790 bildete Brossainc zusammen mit dem Ort Saint-Jacques-d’Atticieux eine Großgemeinde, die nach der Französischen Revolution aber wieder aufgelöst wurde. Heute bilden beide Dörfer eigenständige Gemeinden.

### Bevölkerungsentwicklung
| Jahr                       | 1962 | 1968 | 1975 | 1982 | 1990 | 1999 | 2006 | 2016 |
| Einwohner                  | 180  | 166  | 143  | 135  | 142  | 165  | 173  | 274  |
| Quellen: Cassini und INSEE |      |      |      |      |      |      |      |      |

## Kultur und Sehenswürdigkeiten
Brossainc besitzt eine rustikale Kirche im romanischen Stil. Außerdem ist der Weiler Châtaigner als Aussichtspunkt mit Blick über die Gemeinde ein beliebtes Ausflugsziel.